# Les Angles (Alti Pirenei)
Les Angles è un comune francese di 133 abitanti situato nel dipartimento degli Alti Pirenei nella regione dell'Occitania.

## Società

### Evoluzione demografica
Abitanti censiti